# Rédemption (Blueberry)
Pour les articles homonymes, voir Rédemption (homonymie).
Rédemption est le dix-neuvième album de la série de bande dessinée La Jeunesse de Blueberry de François Corteggiani (scénario), Michel Blanc-Dumont (dessin) et Claudine Blanc-Dumont (couleurs). Il a été publié en 2010.

## Personnages principaux
- Blueberry : lieutenant de cavalerie envoyé en mission pour mettre fin aux tueries commandées par un « illuminé »[1].
- Jim Thompson : « chef de secte se prétendant pasteur[1] ».